# Ене-ле-Шато
Ене́-ле-Шато́ (фр. Ainay-le-Château) — муніципалітет у Франції, у регіоні Овернь-Рона-Альпи, департамент Альє. Населення — 984 особи (01.01.2021).
Муніципалітет розташований на відстані близько 240 км на південь від Парижа, 110 км на північ від Клермон-Феррана, 55 км на захід від Мулена.

## Персоналії
- Андре Мішель Львов (фр. André Michel Lwoff, 8 травня 1902, Ене-ле-Шато - 30 вересня 1994, Париж) - французький мікробіолог, лауреат Нобелівської премії з фізіології і медицини за 1965 рік.

## Історія
До 2015 року муніципалітет перебував у складі регіону Овернь. Від 1 січня 2016 року належить до нового об'єднаного регіону Овернь-Рона-Альпи.

## Демографія
Динаміка населення (INSEE ):
Розподіл населення за віком та статтю (2006):
| Стать | Всього | До 15 років | 15-24 | 25-44 | 45-64 | 65-85 | Понад 85 |
| --- | ------ | ----------- | ----- | ----- | ----- | ----- | -------- |
| Чоловіки | 565    | 76          | 40    | 112   | 152   | 165   | 20       |
| Жінки | 549    | 84          | 24    | 108   | 157   | 144   | 32       |
| \| Статево-вікова піраміда \| Статево-вікова піраміда \| Статево-вікова піраміда \| \| ----------------------- \| ----------------------- \| ----------------------- \| \| Чоловіки \| Вік \| Жінки \| \| 20 \| 85 + \| 32 \| \| 24 \| 80-84 \| 36 \| \| 36 \| 75-79 \| 28 \| \| 69 \| 70-74 \| 32 \| \| 36 \| 65-69 \| 48 \| \| 36 \| 60-64 \| 36 \| \| 44 \| 55-59 \| 20 \| \| 36 \| 50-54 \| 65 \| \| 36 \| 45-49 \| 36 \| \| 36 \| 40-44 \| 28 \| \| 28 \| 35-39 \| 32 \| \| 28 \| 30-34 \| 28 \| \| 20 \| 25-29 \| 20 \| \| 20 \| 20-24 \| 4 \| \| 20 \| 15-20 \| 20 \| \| 8 \| 10-14 \| 24 \| \| 40 \| 5-9 \| 32 \| \| 28 \| 0-4 \| 28 \| |        |             |       |       |       |       |          |
| Статево-вікова піраміда |        |             |       |       |       |       |          |
| Чоловіки | Вік    | Жінки       |       |       |       |       |          |
| 20 | 85 +   | 32          |       |       |       |       |          |
| 24 | 80-84  | 36          |       |       |       |       |          |
| 36 | 75-79  | 28          |       |       |       |       |          |
| 69 | 70-74  | 32          |       |       |       |       |          |
| 36 | 65-69  | 48          |       |       |       |       |          |
| 36 | 60-64  | 36          |       |       |       |       |          |
| 44 | 55-59  | 20          |       |       |       |       |          |
| 36 | 50-54  | 65          |       |       |       |       |          |
| 36 | 45-49  | 36          |       |       |       |       |          |
| 36 | 40-44  | 28          |       |       |       |       |          |
| 28 | 35-39  | 32          |       |       |       |       |          |
| 28 | 30-34  | 28          |       |       |       |       |          |
| 20 | 25-29  | 20          |       |       |       |       |          |
| 20 | 20-24  | 4           |       |       |       |       |          |
| 20 | 15-20  | 20          |       |       |       |       |          |
| 8 | 10-14  | 24          |       |       |       |       |          |
| 40 | 5-9    | 32          |       |       |       |       |          |
| 28 | 0-4    | 28          |       |       |       |       |          |

## Економіка
2010 року серед 572 осіб працездатного віку (15—64 років) 400 були активними, 172 — неактивними (показник активності 69,9%, у 1999 році було 60,6%). З 400 активних мешканців працювали 343 особи (165 чоловіків та 178 жінок), безробітними було 57 (34 чоловіки та 23 жінки). Серед 172 неактивних 25 осіб було учнями чи студентами, 71 — пенсіонерами, 76 були неактивними з інших причин.

У 2010 році у муніципалітеті числилось 479 оподаткованих домогосподарств, у яких проживали 970,0 особи, медіана доходів виносила 16 842 євро на одного особоспоживача.